# 윤환 (1959년)
윤환(尹渙, 1959년 9월 10일~)은 대한민국 정치인이다. 제9대 계양구청장(2022~, 민선 8기)이다.

## 학력
- 계양중학교 졸업
- 운봉공업고등학교 졸업
- 부천대학교 사회복지과 전문학사

## 경력
- 2010년 7월 1일~2014년 6월 30일: 제6대 인천광역시 계양구의회 의원(민선 5기, 인천 계양구 가 선거구, 한나라당→새누리당→무소속→새정치민주연합, 초선)
- 2014년 7월 1일~2018년 6월 30일: 제7대 인천광역시 계양구의회 의원(민선 6기, 인천 계양구 가 선거구, 새정치민주연합→더불어민주당, 재선)
- 2018년 7월 1일~2022년 6월 30일: 제8대 인천광역시 계양구의회 의원(민선 7기, 인천 계양구 가 선거구, 더불어민주당, 3선)
  - 2018.07 ~ 2020.06: 제8대 인천광역시 계양구의회 전반기 의장
- 2022년 7월 1일~: 제9대 인천광역시 계양구청장(민선 8기, 더불어민주당, 초선)

## 역대 선거 결과
|  | 23.39% |

|  | 25.34% |

|  | 40.38% |

|  | 51.48% |